# СТАРТ (Американцы)
«СТАРТ» (англ. START) — десятый эпизод шестого сезона исторического драматического телесериала «Американцы», являющийся его финалом. Премьера серии в США состоялась на канале FX 30 мая 2018 года.

## Сюжет
Встретившись в гараже, Филип и Элизабет соглашаются забрать Пейдж с собой в СССР, оставляя Генри в школе-интернате. Агентам ФБР поручено заняться слежкой подозрительных гаражей; по пути Стэн звонит Филипу на работу и домой, но того нигде нет. Стэн покидает порученное ему место слежки, отправляясь следить за квартирой Пейдж, не сообщая об этом своему партнёру. Деннис допрашивает отца Андрея, стараясь получить информацию о нелегалах; отец Андрей признаётся в том, что однажды видел их без маскировки. Аркадий рассказывает Игорю о том, что Олег был арестован агентами ФБР и обвинён в шпионаже; Игорь рассказывает об этом своей невестке.
Филип и Элизабет забирают Пейдж, которая не хочет оставлять Генри в США в одиночестве. Они находятся под слежкой Стэна, который выходит им на встречу на парковке. Задав несколько вопросов, Стэн наставляет на них свой пистолет для того, чтобы арестовать. Филип признаёт факт их работы в качестве советских шпионов. Стэн спрашивает, были ли отношения Пейдж и Мэттью частью их плана. Перебивая Элизабет, Пейдж рассказывает о том, что узнала об этом в возрасте 16 лет, и что Генри по-прежнему не знает. Стэн упоминает о совершённых убийствах, включая Геннадия и Софии. Филип и Элизабет отрицают свою причастность. Филип рассказывает о печальной двоякости его жизни, и о том, что он завершил свою шпионскую деятельность, став «паршивым турагентом-неудачником». Они рассказывают о плане КГБ подделать отчёты Элизабет для того, чтобы оправдать переворот против Горбачёва. Стэн спрашивает Филипа о том, знает ли он Олега, добавляя то, что ФБР обнаружило при нем шифрованную передачу. Филип и Элизабет настаивают о том, что эту информацию необходимо передать СССР. Филип признаёт тот факт, что у Стэна нет никаких причин, чтобы ему доверять, одновременно с этим говоря, что прямо сейчас они планируют сесть в машину и уехать. Пейдж и Элизабет просят Стэна позаботиться о Генри, а Филип рассказывает ему о своих подозрениях в отношении Рене. Стэн позволяет им уйти, возвращаясь на порученное ему место слежки без лишних слов. Дженнингсы забирают маскировку и канадские паспорта. Они останавливаются для того, чтобы избавиться о доказательствах их жизни в США. Они звонят Генри в школу, но Пейдж слишком эмоциональна, чтобы поговорить с ним.
Деннис показывает Стэну скетчи, сделанные на основе показаний отца Андрея, которые подтверждают, что нелегалами являются Филип и Элизабет. Стэн притворяется, что удивлён. Деннис извиняется за то, что сомневался его в подозрениях. Агенты ФБР обыскивают дом Дженнингсов, в то время как Рене утешает Стэна. Филип, Элизабет и Пейдж в последний раз ужинают в Америке, заказывая еду в Макдоналдсе. Они раздельно садятся на поезд до Монреаля и проходят через пограничную охрану в Русес-Пойнт, Нью-Йорк. Поезд трогается с места, и Филип и Элизабет с шоком наблюдают за сошедшей с поезда Пейдж, в одиночестве стоящей на платформе. Пейдж возвращается в конспиративную квартиру Клаудии и наливает себе водки. Находясь на самолёте до Европы, Элизабет видит сон о её детях и Грегори. Стэн приезжает в Нью-Гэмпшир для того, чтобы рассказать Генри о его родителях. Филип и Элизабет въезжают в СССР на машине и встречаются с Аркадием, который везёт их до Москвы, где они вспоминают их жизненные выборы.

## Производство
Эпизод был написан Джоэлом Филдсом и Джо Вайсбергом, и снят Крисом Лонгом. Название серии является отсылкой к договору СНВ-I (START I) между США и СССР, переговоры о заключении которого начались после Вашингтонского саммита. Появляющееся в финальной сцене видение Элизабет о её жизни в том случае, если бы она осталась в СССР, повторяет сюжет фильма «Москва слезам не верит», который она смотрела вместе с Пейдж и Клаудией в эпизоде «Мёртвая рука».

## Принятие

### Рейтинги
Во время оригинального показа эпизод был просмотрен 922,000 тысячами зрителей с рейтингом 0.22 в возрастной группе 18–49, став лучшим результатом сезона.

### Реакция критиков
Эпизод получил похвалу от критиков. На интернет-агрегаторе Rotten Tomatoes он имеет рейтинг свежести 100% на основе 32 рецензий. В консенсусном мнении критиков на сайте отмечается, что «финал „Американцев“ предлагает зрителям завершение и неопределённость с результатом настолько опустошительным, насколько наполненным потенциалом».
За свою актёрскую игру в эпизоде Мэттью Риз выиграл премию «Эмми» за лучшую мужскую роль в драматическом телесериале, тогда как Джоэл Филдс и Джо Вайсберг получили премию «Эмми» за лучший сценарий драматического телесериала. Крис Лонг был номинирован на премию Гильдии режиссёров Америки в категории «Лучшая режиссура драматического телесериала», а Дэниэл А. Вальверде получил номинацию на премию Американской ассоциации монтажёров.